# Liste des épisodes de Larva
 (février 2025).
Motif : Quelle est la pertinence de cette liste non sourcée ? Wikipedia n'est pas une base de données
- Archive Wikiwix
- Bing
- Cairn
- DuckDuckGo
- E. Universalis
- Gallica
- Google
- G. Books
- G. News
- G. Scholar
- Persée
- Qwant
- (zh) Baidu
- (ru) Yandex
- (wd) trouver des œuvres sur Wikidata

| 1. | Préciser le motif de la pose du bandeau. | Précisez le motif de la pose du bandeau en utilisant la syntaxe suivante : {{admissibilité à vérifier\|date=mars 2025\|motif=remplacez ce texte par le motif}}                                   |
| 2. | Informer les utilisateurs concernés.     | Pensez à avertir le créateur de l'article, par exemple, en insérant le code ci-dessous sur sa page de discussion : {{subst:avertissement admissibilité à vérifier\|Liste des épisodes de Larva}} |

 (février 2025).
La mise en forme du texte ne suit pas les recommandations de Wikipédia : il faut le « wikifier ».
Les points d'amélioration suivants sont les cas les plus fréquents. Le détail des points à revoir est peut-être précisé sur la page de discussion.
- Les titres sont pré-formatés par le logiciel. Ils ne sont ni en capitales, ni en gras.
- Le texte ne doit pas être écrit en capitales (les noms de famille non plus), ni en gras, ni en italique, ni en « petit »…
- Le gras n'est utilisé que pour surligner le titre de l'article dans l'introduction, une seule fois.
- L'italique est rarement utilisé : mots en langue étrangère, titres d'œuvres, noms de bateaux, etc.
- Les citations ne sont pas en italique mais en corps de texte normal. Elles sont entourées par des guillemets français : « et ».
- Les listes à puces sont à éviter, des paragraphes rédigés étant largement préférés. Les tableaux sont à réserver à la présentation de données structurées (résultats, etc.).
- Les appels de note de bas de page (petits chiffres en exposant, introduits par l'outil «  Source ») sont à placer entre la fin de phrase et le point final[comme ça].
- Les liens internes (vers d'autres articles de Wikipédia) sont à choisir avec parcimonie. Créez des liens vers des articles approfondissant le sujet. Les termes génériques sans rapport avec le sujet sont à éviter, ainsi que les répétitions de liens vers un même terme.
- Les liens externes sont à placer uniquement dans une section « Liens externes », à la fin de l'article. Ces liens sont à choisir avec parcimonie suivant les règles définies. Si un lien sert de source à l'article, son insertion dans le texte est à faire par les notes de bas de page.
- La présentation des références doit suivre les conventions bibliographiques. Il est recommandé d'utiliser les modèles {{Ouvrage}}, {{Chapitre}}, {{Article}}, {{Lien web}} et/ou {{Bibliographie}}. Le mode d'édition visuel peut mettre en forme automatiquement les références.
- Insérer une infobox (cadre d'informations à droite) n'est pas obligatoire pour parachever la mise en page.

Pour une aide détaillée, merci de consulter Aide:Wikification.
Si vous pensez que ces points ont été résolus, vous pouvez retirer ce bandeau et améliorer la mise en forme d'un autre article.
Cet article présente la liste des épisodes de la série télévisée d'animation sud-coréenne Larva.
Les titres n'ont pas de traduction.

## Saison 1 - Larva (2011)
Thème : La vie dans les égouts.
	•	Environnement : Rouge et Jaune vivent dans les égouts, un monde sombre mais riche en situations humoristiques. Ils interagissent avec divers insectes et objets jetés, transformant leur environnement en un terrain de jeu burlesque.
	•	Nombre d’épisodes : 104 épisodes.
	•	Format : Épisodes courts d’environ 2 à 3 minutes.
1. Icecream
2. Mosquito
3. Dancing in the rain
4. Mushroom
5. Gum (partie 1)
6. Ice Road
7. Straw
8. Insectivorous Plant
9. Snail
10. Snoring
11. Popcorn
12. Aquarium
13. Ham
14. Psychic
15. Fly
16. Spaghetti
17. Airform
18. Cocoon (partie 1)
19. Cocoon (partie 2)
20. Puding
21. Watermelon
22. UFO
23. Fishing
24. Out of Body
25. Hot Spring
26. Hide and Seek
27. Earthquake
28. Hair-growth Solution (partie 1)
29. Flood (partie 1)
30. Swamp
31. Walnut
32. Soda
33. Frog
34. Typhoon (partie 1)
35. Cavity
36. Cointoss
37. Concert
38. Snowball Fight
39. Flood (partie 2)
40. Ant
41. Stomachache
42. Mummy
43. Bee (partie 1)
44. Balloon
45. Love
46. Spring
47. Christmas
48. Yellow-terminator
49. The Cement
50. Larvatar (partie 1)
51. Hip Hop
52. Snot
53. Hailing
54. Pit
55. Gum (partie 2)
56. Raining
57. Glove
58. Laughing
59. Eye Infection
60. Missing
61. Wig
62. Vampire
63. Clock
64. Staring Contest
65. Perfume
66. Super Glue
67. Swing
68. Growing a Plant
69. Bee (partie 2)
70. Scarry Night
71. Rope
72. Spider
73. Super Liquid
74. Nightmare
75. Chick (partie 1)
76. Chick (partie 2)
77. Farting
78. Secret of Snail
79. Hand
80. Bottle
81. Moonlight Waltz
82. Hair-growth Solution (partie 2)
83. Wart
84. Typhoon (partie 2)
85. Chili Show
86. Alien
87. Grape
88. Quick Sand
89. Larvatar (partie 2)
90. Toy Car
91. Love Love Love (partie 1)
92. Love Love Love (partie 2)
93. Swan Lake
94. Electronic Shock
95. Whistle
96. Diving
97. Fire
98. Balance
99. Water Show
100. Flying Yellow
101. Short Arm Octopus
102. Wild Wild World (partie 1)
103. Wild Wild World (partie 2)
104. Wild Wild World (partie 3)

## Saison 2 - Larva (2013)
Thème : Le monde urbain.
	•	Environnement : Rouge et Jaune déménagent dans un environnement urbain, notamment dans les rues et autour des immeubles.
Cela introduit de nouvelles interactions avec des objets et des animaux urbains (comme les pigeons).

	•	Nombre d’épisodes : 52 épisodes.
	•	Format : Épisodes courts de 3 minutes.
	•	Particularité : Apparition de nouveaux personnages secondaires comme Violet et Brown, enrichissant les situations comiques.
1. Welcome Larva!
2. Soap Bubbles
3. Robot
4. Brown's Back!
5. Stop, Freeze!
6. Upstanding
7. Ski Jump
8. Black's Back
9. Man Date
10. Tomato
11. Make-up
12. Gum
13. Sneeze
14. Magic Jar
15. Roulette
16. Ping-Pong
17. Spider-Larva
18. Bug Bomb
19. Hi Pink!
20. Spinner
21. Speaker Dance
22. Limbs
23. Bath
24. Genius Yellow
25. Hi Violet!
26. Diet
27. Fan
28. Sweat
29. Nightmare
30. Toilet
31. Yellow Chicken
32. Fortune Cookie
33. Mayfly (partie 1)
34. Mayfly (partie 2)
35. Ice
36. Larvengers
37. Once Upon a Time
38. Opera
39. Hide & Seek
40. Larva Car
41. Wild Red
42. Beanstalk
43. Whistle
44. Golden Brown
45. Frog
46. Flower Farts
47. Cocoon
48. Nanta
49. Strange Berries
50. Wild Wild Wild World (partie 1)
51. Wild Wild Wild World (partie 2)
52. Wild Wild Wild World (partie 3)−

## Saison 3 - Larva in New York  (2014-15)
Thème : L’exploration d’une grande ville (New York).
	•	Environnement : Rouge et Jaune évoluent dans les rues animées de New York.
Ils découvrent de nouveaux espaces comme les sous-sols des immeubles, les parcs et même les toits, tout en affrontant des défis propres à une grande ville.

	•	Nombre d’épisodes : 104 épisodes.
	•	Format : Épisodes courts d’environ 3 minutes.
	•	Particularité : Accent mis sur les interactions avec un environnement plus vaste et diversifié, marquant une expansion de l’univers de Larva.
1. Donut
2. Flare
3. Box
4. Typhoon
5. Fireplug
6. Lemon
7. Gum Fart
8. Shade
9. Ice
10. Stream
11. Basketball
12. Tickle
13. Hiccup
14. Mouse
15. Garlic (partie 1)
16. Garlic (partie 2)
17. Wheel
18. Magnet
19. Stick Insect
20. Oil
21. Double Eyelids (partie 1)
22. Double Eyelids (partie 2)
23. Thunder Red
24. Cement
25. The Chaser
26. Wrap
27. The Silver
28. Ark
29. Mite
30. Cancan
31. Pink's Secret
32. Massage
33. Loyalty
34. Kung-Fu
35. Pipe
36. Tag
37. Cup Noodle
38. Untidy Sleeper
39. Sushi
40. Breath
41. Tower Stack
42. Tough Guy
43. Showdown
44. Dance Battle
45. Booger
46. Detective (partie 1)
47. Detective (partie 2)
48. Yellow's Secret
49. Straw
50. Confetti Popers
51. Rain
52. A Day in the Life of Larva
53. Wiper
54. Street Larva
55. Yellow's Revenge (partie 1)
56. Yellow's Revenge (partie 2)
57. Snowball Fight
58. Life of a Rat
59. Fighter in the Wind
60. Larva of the Rings
61. Flash Light
62. Glue
63. Larva Rangers (partie 1)
64. Larva Rangers (partie 2)
65. Larva Rangers (partie 3)
66. Larva Rangers (partie 4)
67. Larva Rangers (partie 5)
68. Larva Rangers (partie 6)
69. Larva Rangers (partie 7)
70. Feelers
71. Fashion Show
72. Red, A Budding Comedian
73. Insect Killer (partie 1)
74. Insect Killer (partie 2)
75. Insect Killer (partie 3)
76. Glove
77. Troublemaker
78. Sea Battle
79. Rubber Ball
80. Dizziness
81. Pitapat (partie 1)
82. Pitapat (partie 2)
83. Marathon
84. Tea
85. Flood
86. New Friend (partie 1)
87. New Friend (partie 2)
88. New Friend (partie 3)
89. New Friend (partie 4)
90. Umbrella
91. Cheese
92. Distress (partie 1)
93. Distress (partie 2)
94. An Out-of-Body Experience
95. Minicar
96. One-sided Love (partie 1)
97. One-sided Love (partie 2)
98. Roll a Dung!
99. Larvata
100. Bobsleigh
101. Christmas
102. As Time Goes By
103. Goodbye New York (partie 1)
104. Goodbye New York (partie 2)

## Saison 4 - Larva Island  (2018-19)
Thème : La survie sur une île déserte.
	•	Environnement : Rouge et Jaune sont échoués sur une île déserte.
Ils doivent apprendre à survivre tout en découvrant une faune locale excentrique et en rencontrant un humain, Chuck.
	•	Nombre d’épisodes : 26 épisodes.
	•	Format : Épisodes de 8 à 10 minutes.
	•	Particularité : Cette saison marque une évolution avec des épisodes plus longs et un ton légèrement narratif, tout en conservant l’humour slapstick.
1. Mango (partie 1)
2. Mango (partie 2)
3. Larva Island
4. Chuck
5. Clara
6. Crabsformer (partie 1)
7. Fishing
8. Pendant
9. Lala Island
10. Master Chef
11. Farming
12. Pirate
13. Change
14. Maze
15. Fire
16. Beach Volleyball
17. Larva Rangers (partie 1)
18. Larva Rangers (partie 2)
19. A Lucky Day
20. Crabsformer (partie 2)
21. Booby’s Love
22. Mango’s Parents
23. Iceberg
24. Storm
25. Escape
26. Drift

## Saison 5: Larva Family (2023)
Thème : La vie en famille.
	•	Environnement : Rouge et Jaune deviennent parents et s’occupent de Magenta, une petite larve adoptée. Ils affrontent les défis de la parentalité dans un cadre familial tout en conservant leur humour absurde.
	•	Nombre d’épisodes : 26 épisodes.
	•	Format : Épisodes courts, d’environ 3 à 5 minutes.
	•	Particularité :
	•	Introduction de Magenta, un personnage central qui apporte une dynamique inédite.
	•	Exploration de thèmes liés à la vie en famille, avec des situations humoristiques et touchantes.
	•	Maintien du style d’animation 3D des saisons précédentes.
Liste des épisodes :
	1.	Le bébé
	2.	Le pet
	3.	Magenta
	4.	L’amitié
	5.	La nature
	6.	La gelée royale
	7.	La luciole
	8.	L’entraînement
	9.	L’alliance
	10.	Smartphone
	11.	Procès
	12.	Horloge magique
	13.	Amour fou
	14.	Île
	15.	Ping-pong
	16.	Larva Ranger 1
	17.	Larva Ranger 2
	18.	Pupa 1
	19.	Pupa 2
	20.	Course aérienne
	21.	Rendez-vous
	22.	Puberté
	23.	Noël
	24.	Invité
	25.	Attaque
	26.	La famille

## Saison 6: Larva in Mars (2024)
Une sixième saison de Larva, intitulée Larva in Mars, est actuellement en production et prévue pour une diffusion en 2024.
Cette saison introduira un changement significatif avec une animation en 2D, contrastant avec le style 3D des saisons précédentes.
Les aventures de Rouge et Jaune se dérouleront cette fois sur Mars, où ils exploreront un environnement extraterrestre inédit.
La diffusion est prévue sur **SBS TV en Corée du Sud**, avec des épisodes diffusés chaque samedi à **07h45 KST**, à partir du **3 février 2024**.